# Benthoctopus berryi
Benthoctopus berryi är en bläckfiskart som beskrevs av Robson 1924. Benthoctopus berryi ingår i släktet Benthoctopus och familjen Octopodidae. Inga underarter finns listade i Catalogue of Life.